# Suore dei poveri di San Pietro Claver
Le Suore dei Poveri di San Pietro Claver (in spagnolo Hermanas de los Pobres de San Pedro Claver) sono un istituto religioso femminile di diritto pontificio: le suore di questa congregazione pospongono al loro nome la sigla H.P.S.P.C.

## Storia
La congregazione fu fondata da Luisa Aveledo Ostos ma le sue origini risalgono a quella delle Piccole Suore dei Poveri, fondate a Maiquetía dal parroco Santiago Florencio Machado e da Emilia Chapellín Istúriz.
Nel 1899 la Aveledo Ostos entrò nelle Piccole Suore dei Poveri a Caracas, assumendo il nome di Marcellina di San Giuseppe, e nel 1909 fu eletta superiora della comunità di Barranquilla. Tra il 1911 e il 1912 l'istituto andò soggetto a una grave crisi che indusse quasi la metà delle suore a lasciare la congregazione.
Anche Marcellina di San Giuseppe, inizialmente, abbandonò l'istituto: in seguito tornò a Barranquilla, dove fu nuovamente scelta come superiora e dove, con l'appoggio dell'arcivescovo di Cartagena, Pietro Adamo Brioschi, si impegnò a ridare vitalità all'istituto.
Il 21 novembre 1913, ritenuto giorno della fondazione dell'istituto, papa Pio X consentì alla Aveledo Ostos e alle sue compagne di Barranquilla di riprendere la vita religiosa, ma cambiando abito e costituzioni per differenziarsi dalla congregazione di Maiquetía.
L'istituto ricevette il pontificio decreto di lode l'11 febbraio 1958 e l'approvazione definitiva della Santa Sede il 27 giugno 1964.

## Attività e diffusione
Le suore si dedicano all'istruzione e all'educazione cristiana della gioventù e all'assistenza agli ammalati.
Sono presenti nelle Americhe (Colombia, Costa Rica, Ecuador, El Salvador, Nicaragua, Panama, Venezuela) e in Europa (Italia, Spagna, Svizzera); la sede generalizia è a Bogotà.
Alla fine del 2008 la congregazione contava 383 religiose in 60 case.